# 范毓馪
范毓馪，清朝官员，山西介休县人。
范氏为山西巨富。康熙六十年，征讨准噶尔汗国，范毓馪请以家财转饷，受运价格是官运的三分之一。雍正年间，大军出西北二路怡亲王允祥推荐范毓馪主持运饷，计谷多寡，道路远近，来定价格，凡一石米从十一两五钱至二十五两不等，累年运米一百馀万石。雍正帝特赐太仆寺卿衔，章服同二品。盗贼进犯北路，丢失十三万馀石米，范毓馪用私财补运，共花费白金百四十四万。战争结束，粮米转运近地，户部按近价核销，故所受远价，责成范毓馪追缴，共白金二百六十二万，再出私财，买铜供铸钱以偿。乾隆帝巡五台山，他弟弟范毓䭲让范毓馪的儿子范清注准备羊千头、马十匹用来赏赉，皇帝没有同意。